# Железнодорожная станция Варны
Железнодорожная станция Варны (болг. Железопътна гара Варна) — станция и главный железнодорожный вокзал болгарского города Варна.

## Расположение
Здание железнодорожного вокзала Варны расположено на площади «Петко Славейков» (на перекрестке бул. «Приморский» и ул. «Преслав»), недалеко от Морского вокзала. Непосредственно возле вокзала на привокзальной площади расположены 3 автобусные и троллейбусные остановки, с линиями в любую точку города и близлежащие курортные комплексы. На расстоянии 3,8 км от желедорожного вокзала находится автовокзал, а в 9,3 км — городской аэропорт.

## История
Станция является одной из старейших в Болгарии. Город Варна имеет железнодорожную станцию с 26 октября 1866 года, когда была открыта железнодорожная линия Варна-Русе. Действующее здание вокзала было построено между 1908 и 1925 годами, когда было официально открыто царем Борисом III.
Станция была построена в несколько этапов под руководством архитекторов Николы Костова и Киро Маричкова. Архитектура здания выполнена в стиле модерн с элементами необарокко. Итальянские архитекторы также участвовали в оформлении как внутреннего, так и внешнего вида здания. Германский часовой механизм был установлен в часовой башне вокзала в 1929 году. Станция прошла капитальный ремонт в 2004 и 2005 годах.
Центральный железнодорожный вокзал Бургаса был построен в похожем стиле.
Раньше Варна была станцией на маршруте «Восточного экспресса», где пассажиры садились на паром до Константинополя, после того как добирались на поезде из Джурджу до Русе. В настоящее время ключевой железнодорожный узел с тремя линиями до Софии и отдельными линиями до Карнобата, Русе, Пловдива, Плевена, Шумена, Добрича и т. д.